# Moenkhausia levidorsa
Moenkhausia levidorsa, conhecida popularmente como lambari, é uma espécie de peixe caracídeo, pertencente ao gênero Moenkhausia. É endêmica ao Brasil, ocorrendo no estado de Mato Grosso. De acordo com a União Internacional para a Conservação da Natureza, seu estado de conservação é deficiente de dados.